# Primeiro Concílio de Niceia
O Primeiro Concílio de Niceia foi um concílio de bispos, reunidos na cidade de Niceia da Bitínia (atual İznik, província de Bursa, Turquia) pelo Imperador Romano Constantino I em 325. Constantino I organizou o concílio nos moldes do senado romano e o presidiu, mas não votou oficialmente as Questões de fé.
Este concílio ecumênico foi a primeira tentativa de alcançar um consenso na Igreja através de uma assembleia representando toda a cristandade. Ósio, bispo de Córdoba, provavelmente um legado papal, pode ter presidido suas deliberações.
Seus principais feitos foram a resolução da questão cristológica da natureza divina de Jesus e sua relação com Deus Pai; a construção da primeira parte do Credo Niceno; a fixação da data da Páscoa e a promulgação da lei canônica em sua primeira forma.

## Visão geral

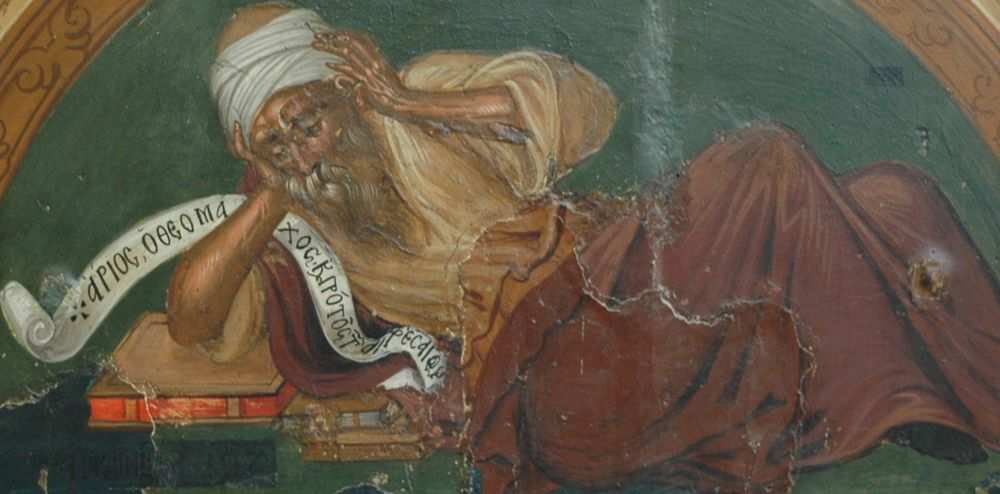
Retrato imaginado de Ário (detalhe de um ícone da Escola Cretense, c. 1591, representando o Primeiro Concílio de Nicéia).

O Primeiro Concílio de Niceia foi o primeiro concílio ecumênico da Igreja. Seus feitos resultaram em um dos primeiros símbolos da fé e doutrina cristã, chamado de Credo Niceno. Com a criação deste credo, estabeleceu-se um precedente para os concílios locais e regionais subsequentes (Sínodos), realizados pelos bispos, para criar declarações de crença e cânones da ortodoxia doutrinária — com a intenção de definir a unidade das crenças para toda a cristandade verdadeira.
Derivado do grego koiné (em grego: οἰκουμένη; romaniz.: oikouménē; "o habitado"), "ecumênico" significa "no mundo todo; de âmbito geral, universal". O termo, de modo geral, foi usado para se referir à Terra conhecida e habitada, o que naquele momento da história se referia em grande parte ao Império Romano. Os primeiros usos do termo aplicados a um concílio são em "Vida de Constantino", escrito por Eusébio de Cesareia em torno de 338, no qual ele afirma que "ele convocou um concílio ecumênico" (em grego: σύνοδον οἰκουμενικὴν συνεκρότει; romaniz.: sýnodon oikoumenikḕn synekrótei), e numa carta ao Papa Dâmaso I e aos bispos latinos do Primeiro Concílio de Constantinopla em 382.
Um dos propósitos do concílio foi resolver as divergências que surgiram dentro da Igreja de Alexandria sobre a natureza de Jesus e sua relação com o Pai. Discussões sobre a origem do Filho envolveram dois posicionamentos: se ele não teve começo e foi gerado pelo Pai a partir de seu próprio ser ou se teve começo e foi criado do nada. Alexandre e Atanásio, ambos de Alexandria, tomaram a primeira posição e o popular presbítero Ário, de quem vem o termo arianismo, tomou a segunda. O concílio decidiu, esmagadoramente, contra os arianos. De aproximadamente 318 participantes, todos, com exceção de dois, concordaram em assinar o credo e estes dois, juntamente com Ário, foram banidos para a Ilíria.
Outro resultado do concílio foi um acordo sobre quando celebrar a Páscoa, a mais importante festa do calendário eclesiástico, decretado em uma epístola à Igreja de Alexandria na qual se diz:
| “ | Nós também lhe enviamos as boas novas do acordo relativo à sagrada Páscoa, isto é, em resposta às suas orações, esta questão também foi resolvida. Todos os irmãos do Oriente que até o momento seguiram a prática judaica, a partir de agora, observarão o costume dos romanos e de vocês e de todos nós que, desde os tempos antigos, mantivemos a Páscoa juntamente convosco. | ” |

Historicamente significativo como o primeiro esforço para alcançar um consenso na Igreja através de uma assembleia representando toda a cristandade, o concílio foi a primeira ocasião em que os aspectos técnicos da cristologia foram discutidos. Por meio dele, estabeleceu-se um precedente para os concílios gerais posteriores adotarem credos e cânones. Este concílio é, geralmente, considerado o início do período dos primeiros sete concílios ecumênicos da história do cristianismo.

## Características e propósitos

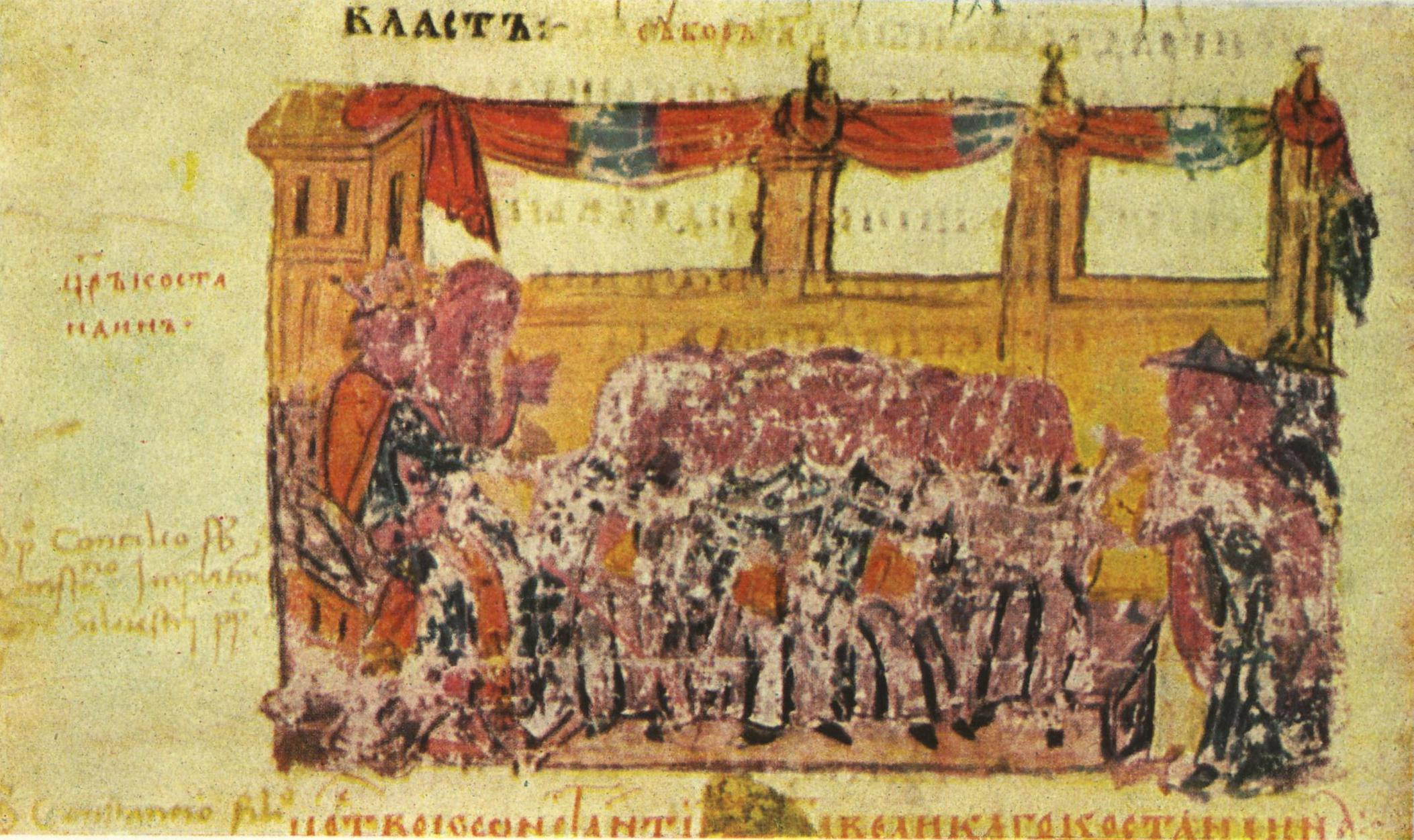
O primeiro Concílio de Nicéia da Crônica de Manasses

O Primeiro Concílio de Niceia foi convocado pelo Imperador Constantino, o Grande, em consequência das recomendações de um sínodo liderado por Ósio de Córdoba no tempo pascal de 325. Este sínodo havia sido encarregado de investigar o problema causado pela controvérsia ariana no leste grego do mundo greco-romano. Para a maioria dos bispos, os ensinamentos de Ário eram heréticos e perigosos para a salvação das almas. No verão de 325, os bispos de todas as províncias foram convocados a Niceia, um lugar razoavelmente acessível a muitos representantes, particularmente os da Ásia Menor, Geórgia, Armênia, Síria, Palestina, Egito, Grécia e Trácia.
Este foi o primeiro concílio geral na história da Igreja convocado por Constantino I. No Concílio de Niceia, "a Igreja deu seu primeiro grande passo para definir a doutrina revelada, de forma mais precisa, em resposta a um desafio de uma teologia herética".

## Participantes

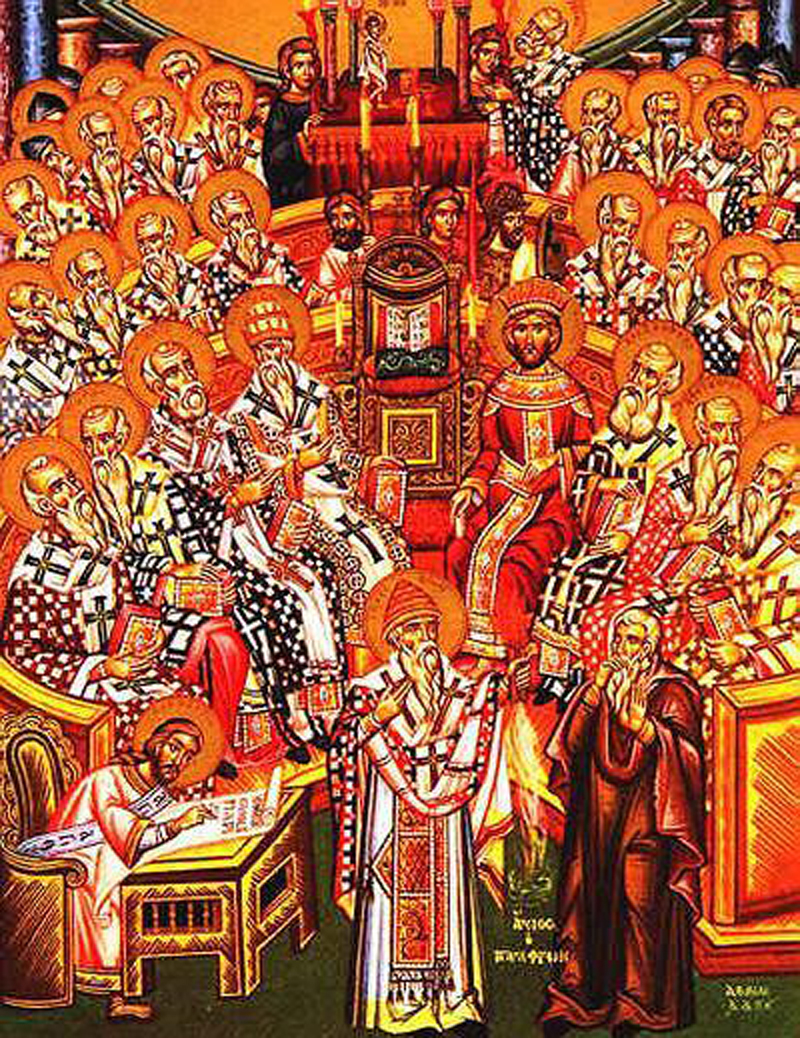
Ícone ortodoxo representando o Primeiro Concílio de Niceia

Constantino convidou todos os 1 800 bispos da igreja cristã dentro do Império Romano (cerca de 1 000 no leste e 800 no oeste), mas apenas um número menor e desconhecido compareceu. Eusébio de Cesareia calculou mais de 250, Atanásio de Alexandria contou 318, e Eustácio de Antioquia estimou aproximadamente 270 (todos os três estavam presentes no concílio). Mais tarde, Sócrates de Constantinopla registrou mais de 300, e Evágrio, Hilário de Poitiers, Jerônimo, Dionísio Exíguo e Rufino de Aquileia registraram 318. O número 318 é preservado nas liturgias da Igreja Ortodoxa.
Representantes vieram de todas as regiões do Império Romano, incluindo a Britânia. Os bispos participantes receberam gratuitamente viagens de suas sedes episcopais para o concílio, bem como alojamentos e viagens de retorno. Esses bispos não viajaram sozinhos, cada um tinha permissão para trazer consigo dois presbíteros e três diáconos, de modo que o número total de participantes poderia ser estimado em torno de 1 800. Eusébio fala de uma quantidade de acompanhantes quase inumerável, composta de padres, diáconos e acólitos. Um manuscrito siríaco lista os nomes dos bispos orientais, registrando vinte e dois da Cele-Síria, dezenove da Palestina, dez da Fenícia, seis da Arábia etc., apesar da distinção entre bispos e presbíteros ainda não ter se formado completamente nessa época.
Os bispos orientais formaram a grande maioria, entre eles, dois patriarcas ocuparam lugares de destaque: Alexandre de Alexandria e Eustácio de Antioquia. Muitos dos padres reunidos — por exemplo, Pafúncio de Tebas, Potamão de Heracleia e Paulo de Neocesareia — haviam se apresentado como confessores da fé, chegando ao concílio com as marcas de perseguição em seus rostos. Essa posição é defendida por Timothy Barnes, um estudioso da patrística, em seu livro "Constantino e Eusébio". Historicamente, a influência desses confessores martirizados tem sido vista como essencial, mas pesquisas recentes colocaram isso em dúvida.
Outros participantes notáveis foram Eusébio de Nicomédia; Eusébio de Cesareia, considerado o pai da história da Igreja; circunstâncias sugerem a participação de Nicolau de Mira (sua vida foi a semente para as lendas sobre o Papai Noel); Macário de Jerusalém, futuramente um fiel defensor de Atanásio; Aristácio I da Armênia (filho de São Gregório, o Iluminador); Leôncio de Cesareia; Jacó de Nísibis, um antigo eremita; Hípio de Gangra; Protógenes de Sárdica; Melício de Sebastópolis; Aquiles de Lárissa (considerado o "Atanásio da Tessália") e Espiridão, o Taumaturgo, que ganhava a vida como pastor, mesmo sendo bispo. De lugares estrangeiros participaram João, bispo da Pérsia e da Índia; Teófilo, bispo dos godos e Estratófilo, bispo de Bichvinta, na Geórgia.
As províncias de língua latina enviaram pelo menos cinco representantes: Marco de Calábria, da Itália; Ceciliano de Cartago, da África; Ósio de Córdoba, da Hispânia; Nicásio de Dijon, da Gália; e Dômno de Estridão, da região do Danúbio.
Atanásio de Alexandria, um jovem diácono e companheiro do bispo Alexandre de Alexandria, estava entre os assistentes. Atanásio, possivelmente, passou a maior parte da sua vida lutando contra o arianismo. Alexandre de Constantinopla, então presbítero, também estava presente como representante de seu bispo idoso.
Os partidários de Ário incluíam Segundo de Ptolemais, Teono de Marmárica, Zéfrio e Dates, todos vindos da Pentápole líbia. Outros adeptos incluíam Eusébio de Nicomédia, Paulino de Tiro, Átio de Lida, Menofanto de Éfeso e Teógnis de Niceia.
"Resplandecente em púrpura e ouro, Constantino fez uma entrada cerimonial na abertura do concílio, provavelmente no início de junho, mas respeitosamente estabeleceu os bispos à sua frente." Como Eusébio descreveu, Constantino "passou pelo meio do assembleia, como algum mensageiro celestial de Deus, vestido em vestes que brilhavam como se fossem raios de luz, refletindo o brilho radiante de um manto de púrpura, e adornado com o esplendor brilhante de ouro e pedras preciosas." O imperador esteve presente como superintendente e presidente, mas não deu nenhum voto oficial. Constantino organizou o concílio nos moldes do senado romano. Ósio de Córdoba, possivelmente, presidiu as deliberações, provavelmente, como um representante pessoal do papa. Eusébio de Nicomédia provavelmente proferiu o discurso de boas-vindas.
O Papa Silvestre I, que exercia seu pontificado na época, não compareceu ao concílio. Nos primeiros concílios, os papas não participavam e costumavam enviar representantes seus, entretanto, é importante ressaltar que as sedes patriarcais sempre eram consultadas na resolução das grandes questões. Papa Silvestre I foi informado da condenação de Ário, ocorrida no Sínodo de Alexandria (320 a 321), e para o Concílio de Niceia enviou dois presbíteros romanos como representantes, Vito e Vicente. Uma fonte da influência do Bispo de Roma é que as assinaturas dos três clérigos — Ósio, Vito e Vicente — estão sempre em primeiro lugar, bem como a citação de seus nomes pelos historiadores do concílio, o que seria estranho se eles não fossem representantes do papa, dado que o concílio se deu no Oriente e os três clérigos eram ocidentais.

## Agenda e procedimentos
A agenda do concílio incluiu:

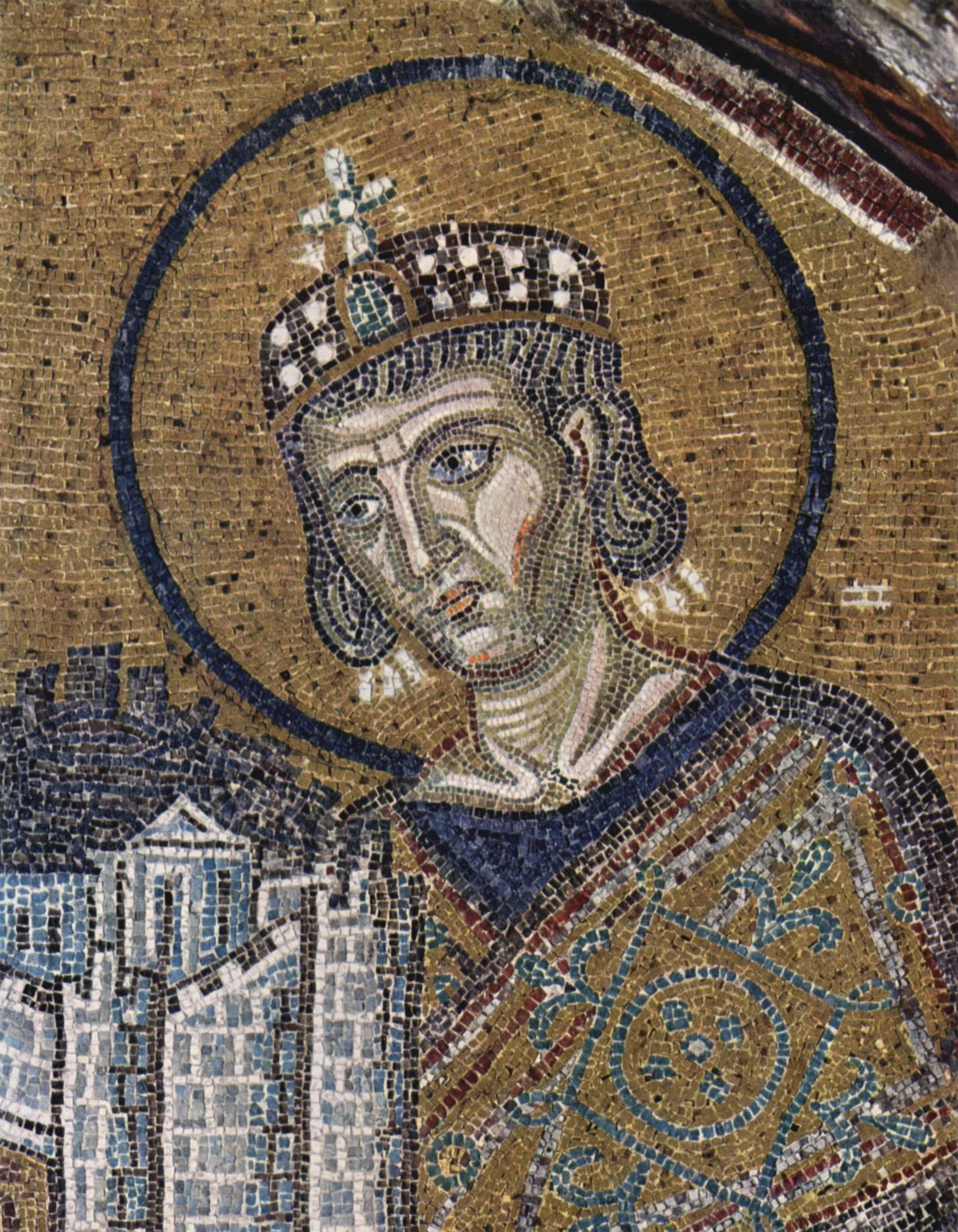
Constantino, o Grande, convocou os bispos da igreja cristã para Niceia (mosaico localizado na Basílica de Santa Sofia, Istambul, antiga Constantinopla)

1. A questão ariana sobre a relação entre Deus, o Pai, e Deus, o Filho, não apenas em sua forma encarnada, como Jesus, mas também em sua forma anterior a criação do mundo.
2. A data de celebração da Páscoa;
3. O cisma meleciano;
4. Vários assuntos de disciplina da Igreja que resultaram em vinte cânones:
  1. Estrutura organizacional da Igreja;
  2. Padrões de dignidade e adequação de comportamentos e antecedentes para o clero;
  3. Reconciliação dos lapsis, com estabelecimento de normas para arrependimento e penitência pública;
  4. Readmissão à Igreja de hereges e cismáticos, incluindo questões sobre quando a reordenação e o rebatismo seriam necessários;
  5. Prática litúrgica, incluindo questões sobre o lugar dos diáconos e a prática da oração durante a liturgia.[40]

O concílio foi formalmente aberto em 20 de maio, na estrutura central do palácio imperial em Niceia, com discussões preliminares da questão ariana. O imperador Constantino chegou quase um mês depois em 14 de junho. Nestas discussões, algumas figuras dominantes foram Ário e seus vários adeptos. "Cerca de 22 bispos do concílio, liderados por Eusébio de Nicomédia, vieram como partidários de Ário, mas quando algumas das passagens mais chocantes de seus escritos foram lidas, elas eram quase universalmente vistas como blasfêmias." Os bispos Teógnis de Niceia e Máris de Calcedônia estavam entre os primeiros apoiadores de Ário.
Eusébio de Cesareia chamou a atenção para o credo batismal de sua própria diocese em Cesareia, na Palestina, como uma forma de reconciliação. A maioria dos bispos concordou. Por algum tempo, os estudiosos pensaram que o Credo Niceno original foi baseado nesta declaração de Eusébio. Hoje, a maioria dos estudiosos acreditam que o Credo é derivado do credo batismal de Jerusalém, como Hans Lietzmann propôs.
Os bispos ortodoxos conquistaram a aprovação de cada uma de suas propostas sobre o Credo. Depois de estar em sessão por um mês inteiro, o concílio promulgou em 19 de junho o Credo Niceno original. Esta profissão de fé foi adotada por todos os bispos, "exceto dois da Líbia, que tinham sido intimamente associados à Ário desde o início". Nenhum registro histórico explícito de suas discordâncias foi preservado e as assinaturas desses bispos estão simplesmente ausentes do Credo. As sessões continuaram a tratar de assuntos menores até 25 de agosto.

## Controvérsia ariana

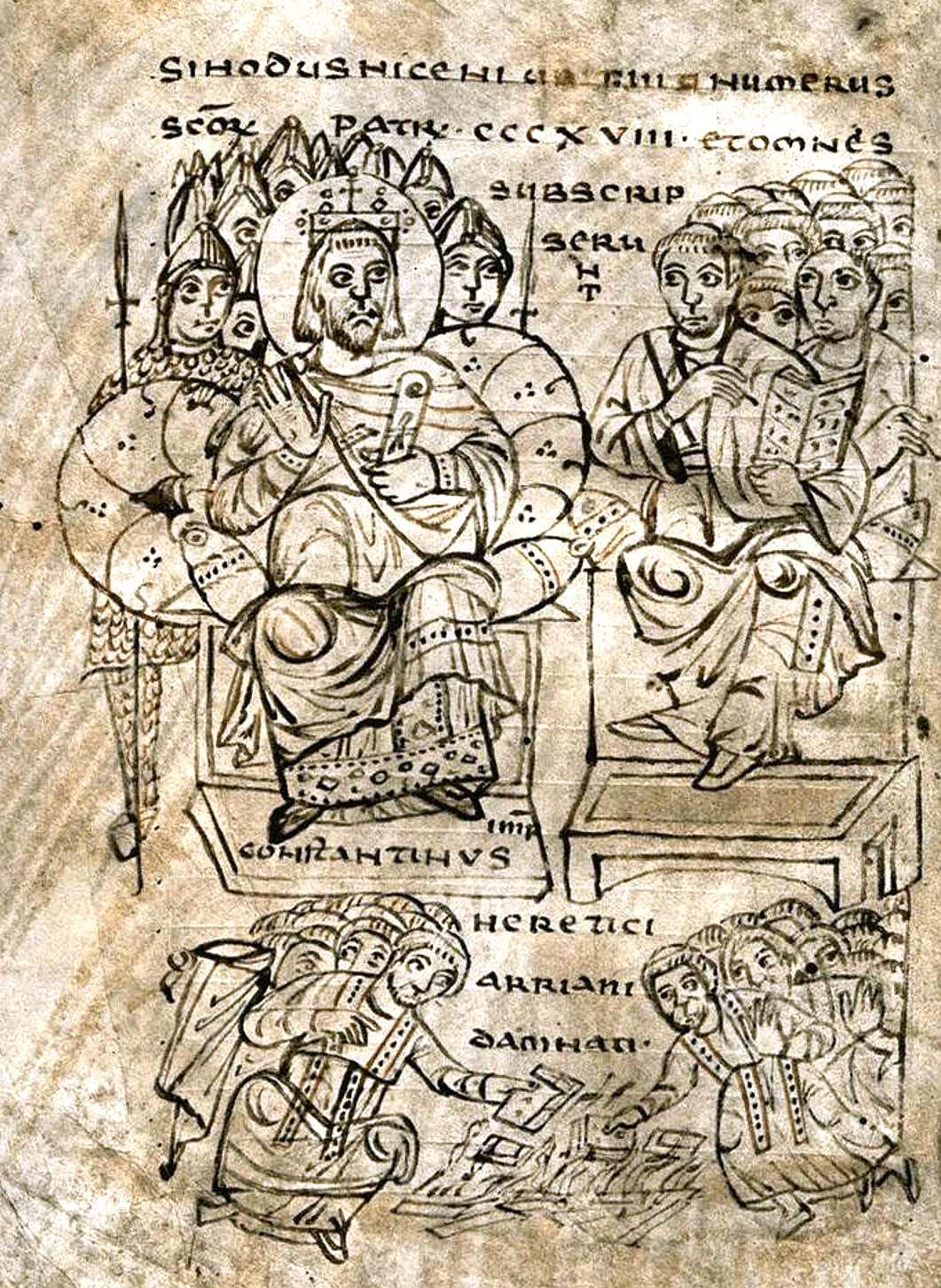
Constantino I e a queima dos livros arianos, ilustração de um compêndio do norte da Itália sobre o direito canônico

A controvérsia ariana surgiu em Alexandria quando o recém-reinstaurado presbítero Ário começou a difundir visões doutrinárias contrárias às de seu bispo, Alexandre de Alexandria. As questões disputadas centraram-se na natureza e no relacionamento de Deus (o Pai) e do Filho de Deus (Jesus). Os desacordos surgiram de ideias diferentes sobre a divindade e o que significava para Jesus ser o Filho de Deus. Alexandre sustentava que o Filho era divino, exatamente no mesmo sentido que o Pai é, co-eterno com o Pai, do contrário ele não poderia ser um Filho verdadeiro.
Ário enfatizou a supremacia e singularidade de Deus Pai, significando que o Pai é todo-poderoso e infinito, e que, portanto, a divindade do Pai deve ser maior que a do Filho. Ário ensinou que o Filho teve um começo, e que ele não possuía nem a eternidade nem a verdadeira divindade do Pai, mas foi feito "Deus" somente pela permissão e poder do Pai, e que o Filho era o primeiro e a mais perfeita das criaturas de Deus.
As discussões e debates arianos no concílio estenderam-se de 20 de maio a 19 de junho de 325. De acordo com relatos lendários, o debate tornou-se tão acalorado que, a certa altura, Ário foi atingido no rosto por Nicolau de Mira, que mais tarde seria canonizado. Este relato é quase certamente apócrifo, já que o próprio Ário não estaria presente na câmara do concílio devido ao fato de que ele não era um bispo.
Grande parte do debate dependia da diferença entre ser "nascido" ou "criado" e ser "gerado". Os arianos viram isso, essencialmente, como o mesmo, ao contrário dos seguidores de Alexandre. O significado exato de muitas das palavras usadas nos debates em Niceia ainda não estavam claras o suficiente para os falantes de outras línguas. Palavras gregas como "essência" (ousia), "substância" (hypostasis), "natureza" (physis), "pessoa" (prosopon), traziam uma variedade de significados extraídos de filósofos pré-cristão e que implicaram em mal-entendidos até que foram finalmente esclarecidos. A palavra homoousia, em particular, foi inicialmente desprezada por muitos bispos por causa de suas associações com os hereges gnósticos (que a usavam em sua teologia), e porque suas heresias haviam sido condenadas no Sínodo de Antioquia em 264-268.

### Argumentos a favor do arianismo

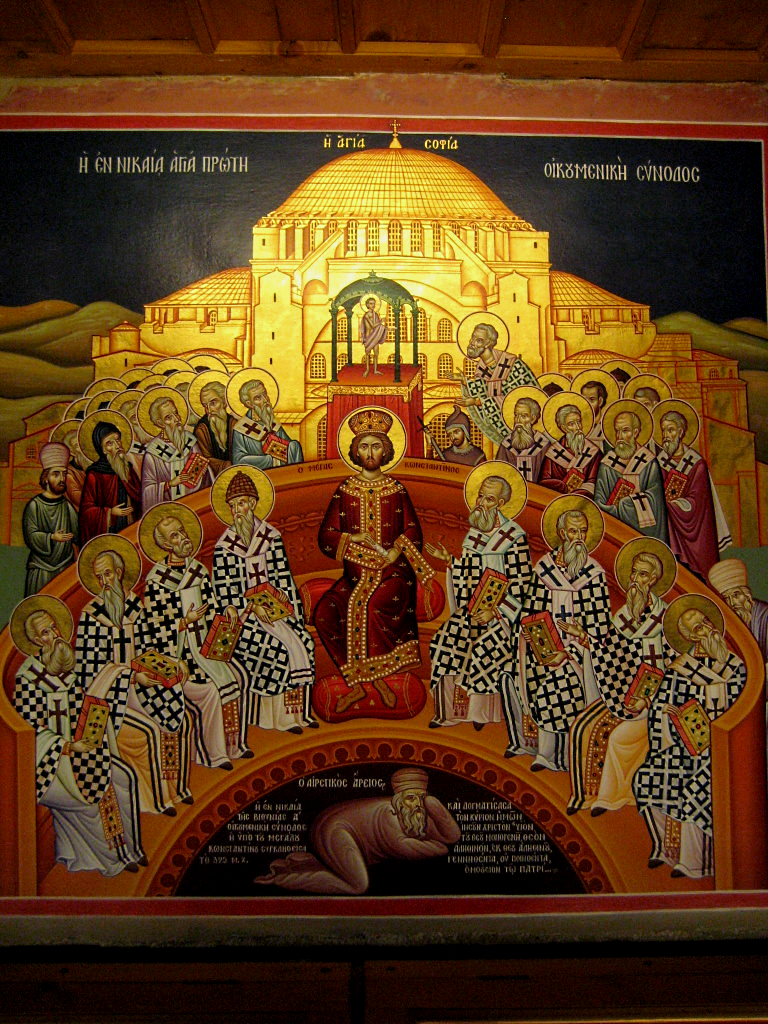
O Concílio de Niceia, com Ário descrito como derrotado pelo concílio, deitado sob os pés do Imperador Constantino I

Segundo relatos encontrados, o presbítero Ário defendeu a supremacia de Deus, o Pai, e sustentou que o Filho de Deus foi criado com um ato da vontade do Pai. A premissa era que o Filho foi a primeira criatura de Deus, antes de todas as eras, teve um começo e somente o Pai não teve começo. A argumentação era que tudo o mais foi criado por meio do Filho, desse modo, somente o Filho foi criado diretamente por Deus. Ário acreditava que o Filho de Deus era capaz de ter livre arbítrio do certo e errado; que "se Ele fosse um filho, no sentido mais verdadeiro, devia ter vindo depois do Pai, e obviamente houve um tempo quando Ele não existia, e portanto, era um ser finito"; e que Ele estava sob a autoridade e grandeza de Deus, o Pai. Ário insistiu que a divindade do Pai era maior que a do Filho. Os arianos recorreram às escrituras, citando afirmações bíblicas como «o Pai é maior do que eu» (João 14:28) e também que o Filho é «primogênito de toda a criação» (Colossenses 1:15).

### Argumentos contra o arianismo
A visão oposta originou-se da ideia de que gerar o Filho é, em si mesmo, a natureza do Pai, que é eterno. O Pai sempre foi um Pai e tanto o Pai como o Filho sempre existiram juntos, eternamente e consubstancialmente. O argumento contra os arianos afirmavam que o Logos (o "Verbo") era "eternamente gerado", portanto, sem começo. Os adversários de Ário acreditavam que seguir a visão ariana destruía a unidade da divindade e tornava o Filho desigual ao Pai e insistiram que tal visão transgredia as escrituras, que afirmam que «Eu e o Pai somos um» (João 10:30) e «o Verbo era Deus» (João 1:1). Eles declararam, como fez Atanásio, que o Filho não teve começo, mas teve uma "derivação eterna" do Pai e, portanto, era co-eterno com ele e igual a Deus em todos os aspectos.

### Resultado do debate
O concílio declarou que o Filho era verdadeiro Deus, coeterno com o Pai e gerado de sua mesma substância, argumentando que tal doutrina codificava melhor a apresentação bíblica do Filho, assim como a crença cristã tradicional sobre ele transmitida pelos apóstolos. Essa crença foi expressa pelos bispos no Credo de Niceia, que formou a base do que é conhecido atualmente como Credo Niceno-Constantinopolitano.

## Credo Niceno

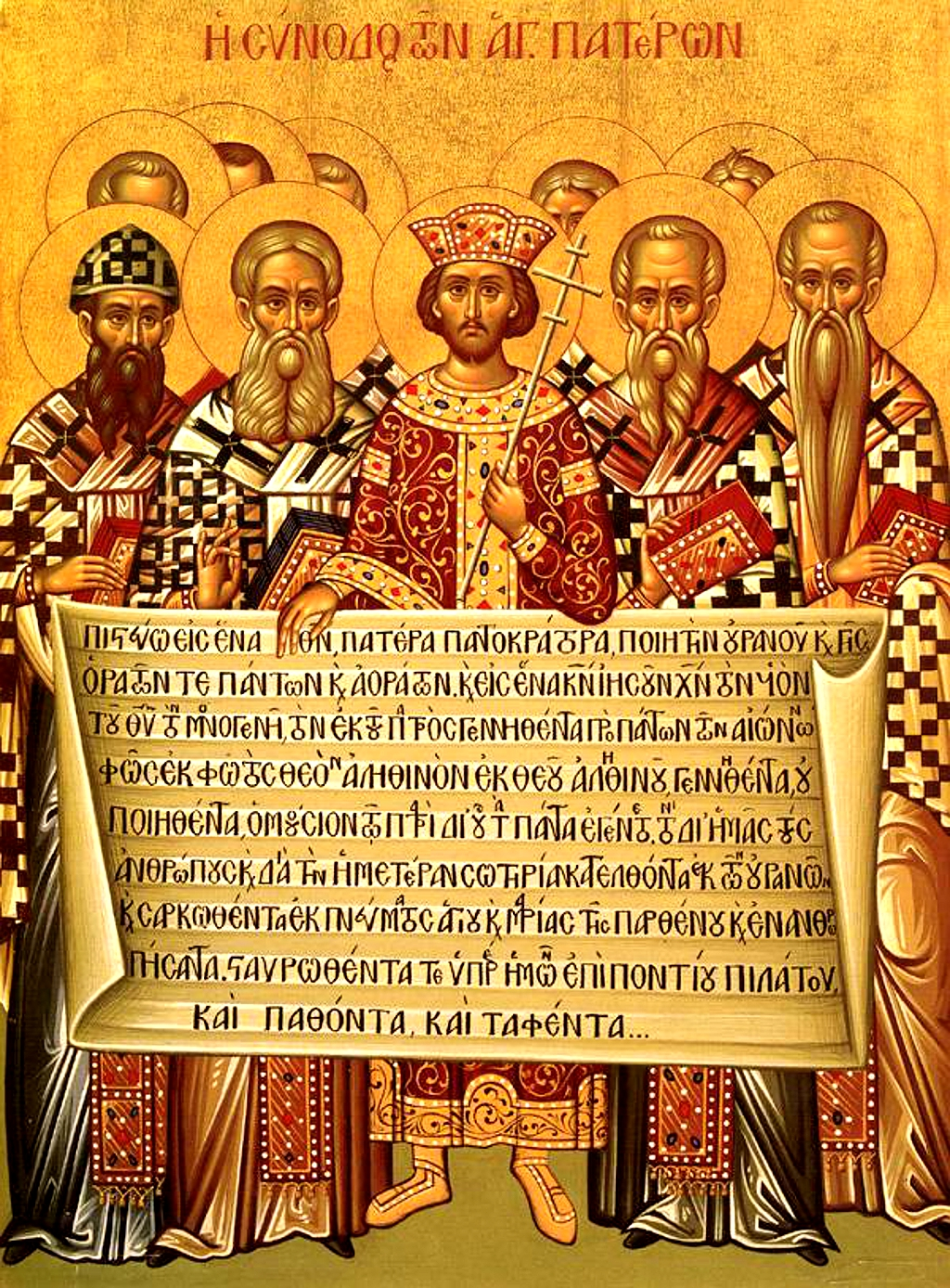
Ícone representando o Imperador Constantino e os bispos do Primeiro Concílio de Niceia (325) segurando o Credo Niceno-Constantinopolitano de 381

Um dos projetos empreendidos pelo concílio foi a criação de um Credo, uma declaração de um resumo da fé cristã. Vários credos já existiam; muitos credos eram aceitáveis para os membros do concílio, inclusive Ário. Desde os primórdios, vários credos serviram como meio de identificação para os cristãos, como meio de inclusão e reconhecimento, especialmente no batismo.
Em Roma, por exemplo, o Credo dos Apóstolos era popular, especialmente para o uso na Quaresma e na época da Páscoa. No Concílio de Niceia, um credo específico foi usado para definir claramente a fé da Igreja, incluir aqueles que a professavam e excluir aqueles que não a professavam. Elementos distintivos do Credo Niceno, talvez pela mão de Ósio de Córdoba, foram acrescentados, alguns especificamente para combater o ponto de vista ariano. Jesus Cristo é descrito como:
1. "Luz da Luz, Deus verdadeiro de Deus verdadeiro", o que proclama sua divindade;
2. "Gerado, não criado", o que afirma que ele não é uma mera criatura, trazida à existência a partir do nada;
3. "Consubstancial ao Pai", o que afirma que, embora seja "Deus verdadeiro" e Deus Pai também seja "Deus verdadeiro", eles são um único ser, de acordo com o que é encontrado em João 10:30. O termo grego homoousios (que significa consubstancial, isto é, "da mesma substância") é atribuído por Eusébio a Constantino que, nesse ponto particular, pode ter escolhido exercer sua autoridade.

Tais questões levantadas seriam seriamente controvertidas no futuro. No final do credo veio uma lista de anátemas, concebida para repudiar explicitamente as alegações dos arianos:
1. A visão de que "houve um momento em que Ele [o Filho] não existiu" foi rejeitada para manter a co-eternidade do Filho com o Pai;
2. A opinião de que ele era "mutável ou sujeito a mudanças" foi rejeitada para sustentar que o Filho, tal como o Pai, estava além de qualquer forma de fraqueza ou corruptibilidade e, o mais importante, que Ele não poderia abandonar a perfeição moral absoluta.

Assim, em vez de um credo batismal aceitável tanto para os arianos quanto para seus oponentes, o concílio promulgou um que era claramente contrário ao arianismo e incompatível com o núcleo distintivo de suas crenças. O texto desta profissão de fé é preservado em uma carta de Eusébio para Atanásio, para sua congregação e outros lugares. Embora fossem os mais anti-arianos, aqueles que defendiam o termo consubstancialidade, a homoousia (traduzida como "da mesma substância") que havia sido condenado no Sínodos de Antioquia em 264-268, estavam em minoria. O credo foi aceito pelo concílio como uma expressão da fé comum dos bispos e da antiga fé de toda a Igreja.
O bispo Ósio de Córdoba, um dos defensores do termo consubstancialidade, ajudou o concílio a entrar em um consenso. Na época, ele era o confidente do imperador em todos os assuntos da Igreja. Ósio esteve à frente das listas de bispos, e Atanásio atribui a ele a formulação real do credo. Grandes líderes como Eustácio de Antioquia, Alexandre de Alexandria, Atanásio e Marcelo de Ancira, todos aderiram à posição da consubstancialidade.
Apesar de sua simpatia por Ário, Eusébio de Cesareia aderiu às decisões do concílio, aceitando todo o credo. O número inicial de bispos que apoiavam Ário era pequeno. Após um mês de discussão, em 19 de junho, restavam apenas dois: Teono de Marmárica, na Líbia, e Segundo de Ptolemaida. Máris de Calcedônia, que inicialmente apoiou o arianismo, concordou com todo o credo. Da mesma forma, Eusébio de Nicomédia e Teógnis de Niceia também concordaram, exceto por certas declarações.
O imperador então determinou que todos que se recusassem a endossar o credo seriam exilados. Ário, Teono e Segundo recusaram-se a aderir ao credo e foram exilados na Ilíria, além de serem excomungados. As obras de Ário foram condenadas a serem confiscadas e consignadas às chamas, enquanto seus partidários foram considerados "inimigos do cristianismo". No entanto, a controvérsia continuou em várias partes do império.
O Credo foi alterado para uma nova versão pelo Primeiro Concílio de Constantinopla em 381, o chamado Credo Niceno-Constantinopolitano.

## Cálculo da Páscoa
A festa da Páscoa cristã está ligada à Páscoa judaica e à festa dos pães ázimos, pois os cristãos acreditam que a crucificação e a ressurreição de Jesus ocorreram no tempo dessas observâncias. Já no pontificado do papa Sisto I, alguns cristãos colocaram a Páscoa em um domingo no mês lunar de nissan. Para determinar qual mês lunar deveria ser designado como nissan, os cristãos confiavam na comunidade judaica. No final do terceiro século, alguns cristãos começaram a expressar insatisfação com o que consideravam ser o estado desordenado do calendário judaico. Eles argumentaram que os judeus contemporâneos estavam identificando incorretamente o mês de nissan, escolhendo um mês cujo décimo quarto dia caía antes do equinócio da primavera.
Os cristãos, argumentavam alguns pensadores, deveriam abandonar o costume de confiar nos judeus e fazer seus próprios cálculos para determinar qual mês deveria ser denominado nissan, definindo a Páscoa dentro desse sistema independente, um nissan cristão, que sempre determinaria a data depois do equinócio. Eles justificaram essa ruptura com a tradição argumentando que era, de fato, o calendário judaico contemporâneo que rompera com a tradição ao ignorar o equinócio e que nos tempos antigos o décimo quarto dia de nissan nunca havia precedido o equinócio. Outros achavam que a prática costumeira de confiar no calendário judaico deveria continuar, mesmo se os cálculos judaicos estivessem errados do ponto de vista cristão.
A controvérsia entre aqueles que defendiam os cálculos independentes e aqueles que defendiam a confiança contínua no calendário judaico, conhecido como quartodecimanos, foi formalmente resolvida pelo concílio, que endossou o procedimento independente que esteve em uso por algum tempo em Roma e Alexandria. A Páscoa deveria ser um domingo em um mês lunar escolhido de acordo com critérios cristãos — com efeito, um nissan cristão — e não no mês de nissan definido pelos judeus. Aqueles que defendiam a confiança contínua no calendário judaico foram convidados a aderir à posição majoritária. Que eles não o fizeram imediatamente é revelado pela existência de sermões, cânones, e tratados escritos contra essa prática no final do século IV.
Essas duas regras, independência do calendário judaico e uniformidade universal, eram as únicas regras para a Páscoa explicitamente estabelecidas pelo concílio. Nenhum detalhe para o cálculo foi especificado; estes foram trabalhados na prática, um processo que levou séculos e gerou uma série de controvérsias (ver também cálculo da Páscoa). O concílio aparentemente não determinou que a Páscoa deve cair no domingo, por exemplo.
O concílio também não decretou que a Páscoa nunca deveria coincidir com décimo quarto dia de nissan (o primeiro dia dos pães sem fermento, agora comumente chamado de "Páscoa") do calendário hebraico. Ao endossar a mudança para cálculos independentes, o concílio separou o cálculo da Páscoa de toda dependência, positiva ou negativa, do calendário judaico. A alegação de que a Páscoa deve sempre seguir o décimo quarto dia de nissan no calendário hebraico, não foi formulada até depois de alguns séculos. Naquela época, o acúmulo de erros no calendário juliano solar e lunar havia feito com que a Páscoa sempre estivesse próxima ao décimo quarto dia de nissan do calendário hebraico.

## Cisma meleciano
A supressão do cisma meleciano foi outro assunto importante que antecedeu o Concílio de Niceia. Foi decidido que Melécio deveria permanecer em sua própria cidade, Licópolis no Egito, mas sem exercer autoridade ou o poder de ordenar novos membros para o clero; ele foi proibido de entrar nos arredores da cidade ou de se dirigir para outra diocese com o propósito de ordenar seus súditos. Melécio reteve seu título episcopal, mas os clérigos ordenados por ele deviam receber novamente a imposição das mãos, o que de fato invalidou as ordenações realizadas por Melécio. O clero ordenado por Melécio recebeu ordens de dar precedência àqueles ordenados por Alexandre e de não realizarem nenhuma ação sem o consentimento do bispo Alexandre.
No caso da morte de um bispo não-meleciano ou eclesiástico, a sé episcopal desocupada poderia ser entregue a um meleciano, desde que ele fosse digno e a eleição popular fosse ratificada por Alexandre. Quanto ao próprio Melécio, os direitos e prerrogativas episcopais lhe foram retirados. Essas medidas brandas, no entanto, foram em vão; os melecianos juntaram-se aos arianos e causaram mais discórdia do que nunca, estando entre os piores inimigos de Atanásio. Os melecianos finalmente acabaram extintos em meados do século V.

## Promulgação da lei canônica
O concílio promulgou vinte novas leis da Igreja, chamadas cânones (embora o número exato esteja sujeito a debate), isto é, regras imutáveis de disciplina. Os vinte, como listados pelos "Padres Nicenos e Pós-Nicenos", são os seguintes:
1. Proibição da auto-castração;
2. Estabelecimento de um período mínimo de estudo para os catecúmenos (pessoas que estudam para receber o batismo);
3. Proibição da presença de uma mulher mais jovem na casa de um clérigo, que poderia colocá-lo sob suspeita de prática do casamento espiritual (onde um homem e uma mulher castos vivem juntos, como irmão e irmã);
4. Ordenação de um bispo na presença de pelo menos três bispos provinciais e com confirmação do bispo metropolitano;
5. Provisão de dois sínodos provinciais a serem realizados anualmente;
6. Confirmação de antigos costumes, dando jurisdição sobre grandes regiões aos bispos de Alexandria, Roma e Antioquia;
7. Reconhecimento dos direitos honorários da sé de Jerusalém;
8. Provisões sobre os novacianistas;
9–14. Provisão de processo leve contra os lapsi durante a perseguição sob o imperador Licínio;
15–16. Proibição da remoção de sacerdotes das localidades para as quais foram ordenados;
17. Proibição de usura entre os clérigos;
18. Precedência de bispos e presbíteros antes dos diáconos em receber a Eucaristia (santa comunhão);
19. Declaração da nulidade do batismo realizado pelos hereges seguidores de Paulo de Samósata;
20. Proibição de ajoelhar aos domingos e durante o Pentecostes (os cinquenta dias que se iniciam na Páscoa). De pé era a postura normativa para a oração neste momento, como ainda é entre os cristãos orientais. Ajoelhar-se era considerado mais apropriado para a oração penitencial, distinto da natureza festiva do tempo pascal e de sua lembrança em todos os domingos. O cânone em si foi projetado apenas para garantir uniformidade de prática nos horários designados.
Concluindo a reunião em 25 de julho de 325, os padres do concílio comemoraram o vigésimo aniversário do imperador. Em seu discurso de despedida, Constantino informou ao público como ele era avesso à controvérsia dogmática; ele queria que a Igreja vivesse em harmonia e paz. Em uma carta circular, ele anunciou a unidade de prática realizada por toda a Igreja na data da celebração da Páscoa cristã.

## Efeitos do concílio

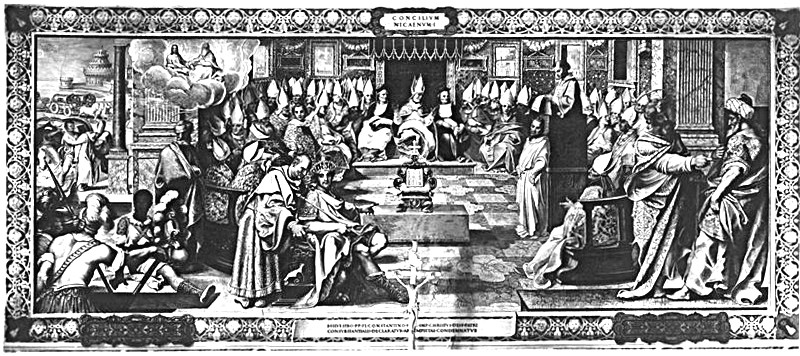
Um afresco representando o Primeiro Concílio de Nicéia no Vaticano

Os efeitos a longo prazo do Concílio de Niceia foram significativos. Pela primeira vez, representantes de muitos dos bispos da Igreja se reuniram para concordar com uma declaração doutrinária. Também pela primeira vez, o imperador desempenhou um papel, chamando os bispos sob sua autoridade e usando o poder do estado para dar o efeito às ordens do concílio.
Em curto prazo, no entanto, o concílio não resolveu completamente os problemas que foi convocado para discutir e um período de conflito e agitação continuou por algum tempo. O próprio Constantino foi sucedido por dois imperadores arianos no Império Romano do Oriente: seu filho, Constâncio II, e Valente. Este não conseguiu resolver as questões eclesiásticas notáveis e, sem sucesso, confrontou Basílio de Cesareia sobre o Credo Niceno.
Os poderes pagãos dentro do império procuraram se manter e, às vezes, restabelecer o paganismo na sede do imperador (ver Arbogasto e Juliano, "o Apóstata"). Arianos e melecianos logo recuperaram quase todos os direitos que haviam perdido e, consequentemente, o arianismo continuou a se espalhar e a ser um assunto de debate dentro da Igreja durante o restante do século IV. Quase imediatamente, Eusébio de Nicomédia, bispo ariano e primo de Constantino I, usou sua influência na corte para obter o auxílio que Constantino oferecia aos bispos nicenos e proto-ortodoxos para os arianos.
Eustácio de Antioquia foi deposto e exilado em 330. Atanásio, que sucedeu Alexandre como bispo de Alexandria, foi deposto pelo Primeiro Sínodo de Tiro em 335 e Marcelo de Ancira o seguiu em 336. O próprio Ário retornou a Constantinopla para ser readmitido na Igreja, mas morreu pouco antes de ser recebido. Constantino morreu no ano seguinte, depois de finalmente receber o batismo do arcebispo Eusébio de Nicomédia, e "com sua morte na primeira rodada da batalha depois que o Concílio de Niceia foi encerrado".

## Função de Constantino
O cristianismo era ilegal no Império Romano até que os imperadores Constantino e Licínio concordaram, em 313, em legalizá-lo através do chamado "Édito de Milão". No entanto, o cristianismo niceno não se tornou a religião do estado do Império Romano até o Édito de Tessalônica em 380. Nesse meio tempo, o paganismo permaneceu legal e presente nos assuntos públicos. As moedas cunhadas por Constantino e por outros motivos oficiais, até o Concílio de Niceia, ainda afiliavam-no ao culto pagão do Sol Invicto. Inicialmente, Constantino encorajou a construção de novos templos pagãos e tolerou sacrifícios tradicionais. Mais tarde em seu reinado, ele deu ordens para a pilhagem e a demolição dos templos romanos.
A função de Constantino em relação a Niceia era o de supremo líder civil e autoridade no império. Como imperador, a responsabilidade de manter a ordem civil era dele, e ele procurou que a Igreja se mantivesse unida e em paz. Quando foi informado pela primeira vez sobre os distúrbios em Alexandria devido às disputas arianas, ele ficou "muito perturbado" e repreendeu Ário e o bispo Alexandre por terem originado a perturbação e por terem permitido que ela se tornasse pública. Consciente também da diversidade de opinião em relação à celebração da Páscoa e na esperança de resolver ambas as questões, ele enviou o bispo Ósio de Córdoba (Hispânia) para formar um concílio da Igreja local e "reconciliar aqueles que estavam divididos". Quando essa embaixada falhou, ele procurou convocar um concílio em Niceia, convidando "os homens mais eminentes das igrejas de todos os países".
Constantino ajudou na montagem do concílio, organizando as despesas de viagem dos bispos, bem como a hospedagem em Niceia, para que fossem cobertas com fundos públicos. Ele também forneceu e mobiliou um grande salão no palácio como um local para discussão, para que os participantes fossem tratados com dignidade. Ao dirigir-se à abertura do concílio, ele "exortou os bispos a unanimidade e concórdia" e pediu-lhes que seguissem as sagradas escrituras: "Deixe, então, toda disputa contenciosa ser descartada; e procuremos na palavra divinamente inspirada a solução das questões em discussão."
Então, o debate sobre Ário e a doutrina da Igreja começou. "O imperador deu atenção paciente aos discursos de ambas as partes" e deferiu a decisão aos bispos. Este foi o início da prática de usar o poder secular para estabelecer a ortodoxia doutrinária no seio do cristianismo, um exemplo seguido por todos os imperadores cristãos posteriores, que levou a um círculo de violência e resistência cristã expressa em termos de martírio.

## Equívocos

### Cânone bíblico
Não há registro de qualquer discussão sobre o cânone bíblico no concílio. O desenvolvimento do cânone da Bíblia levou séculos e estava quase completo (com exceções conhecidas como "Antilegomena", textos escritos cuja autenticidade ou valor é contestado) no momento em que o Cânone Muratori foi escrito.
Em 331, Constantino comissionou cinquenta Bíblias para a Igreja de Constantinopla, mas pouco se sabe sobre isso (na verdade, não é sequer certo se seu pedido foi para cinquenta cópias do Antigo e Novo Testamentos, apenas o Novo Testamento ou apenas os Evangelhos). Alguns estudiosos acreditam que esse pedido forneceu motivação para as listas de cânones. No "Comentário de Tobias e Judite", escrito por Jerônimo, ele afirma que o Livro de Judite foi "determinado pelo Concílio de Niceia como tendo sido contado entre o livros das escrituras sagradas", o que alguns utilizaram para sugerir que o Concílio de Niceia teria discutido quais documentos estavam enumerados entre as escrituras sagradas, mas a frase provavelmente significa simplesmente que o concílio usou Judite em suas deliberações sobre outros assuntos e que, por isso, ele deve ser considerado canônico.
A principal fonte da ideia de que o cânone da Bíblia foi determinado no Concílio de Niceia parece ser Voltaire, que popularizou uma história em que o cânone foi determinado após orarem sobre todos os livros concorrentes colocados em um altar durante o concílio. A fonte original desta "anedota fictícia" é o "Synodicon Vetus", um relato pseudo-histórico dos primeiros concílios da Igreja de 887 DC:
| “ | Os livros canônicos e apócrifos distinguiram-se da seguinte maneira: na casa de Deus, os livros foram colocados no altar sagrado; então o concílio pediu ao Senhor em oração que as obras inspiradas fossem encontradas em cima e — como de fato aconteceu — as falsas abaixo. | ” |

### Trindade
O Concílio de Niceia tratou, principalmente, da questão da divindade de Cristo. Mais de um século antes, o termo "trindade" (em grego: Τριάς; em latim: trinitas) foi usado nos escritos de Orígenes (185-254) e Tertuliano (160-220), e uma noção geral de um "divino em três", em algum sentido, foi expresso nos escritos do segundo século de Policarpo, Inácio e Justino. Em Niceia, questões relativas ao Espírito Santo foram deixadas, em grande parte, sem solução e assim permaneceram pelo menos até que o relacionamento entre o Pai e o Filho ter sido resolvido por volta do ano 362. Assim, a doutrina em uma forma mais completa foi formulada no Concílio de Constantinopla em 360, e uma forma final foi formulada em 381, primariamente trabalhada por Gregório de Nissa.

## Questões disputadas

### Função do Papa (bispo de Roma)
Os católicos romanos afirmam que a ideia da divindade de Cristo foi finalmente confirmada pelo Bispo de Roma e que foi essa confirmação que deu ao concílio sua influência e autoridade. Em apoio a isso, é citado a posição dos primeiros pais da Igreja e sua expressão da necessidade de todas as igrejas concordarem com Roma (ver Santo Irineu de Lyon, "Contra Heresias").
No entanto, protestantes e ortodoxos orientais não acreditam que o concílio tenha visto o bispo de Roma como o chefe jurisdicional da cristandade, ou alguém que tenha autoridade sobre outros bispos presentes no concílio. Para sustentar essa hipótese, eles citam o cânone 6, no qual o bispo romano pode ser visto simplesmente como um dos vários líderes influentes, mas não aquele que tem jurisdição sobre bispos de outras regiões.
De acordo com o teólogo protestante Philip Schaff, "os pais nicenos passaram este cânon não como algo novo, mas apenas como confirmação de uma relação existente com base na tradição da Igreja; e isso, com especial referência a Alexandria, por causa dos problemas existentes lá; Roma foi nomeada apenas para ilustração; e Antioquia, junto com todas as outras eparquias ou províncias receberam seus direitos admitidos. Os bispados de Alexandria, Roma e Antioquia foram colocados substancialmente em pé de igualdade." Assim, de acordo com Schaff, o bispo de Alexandria deveria ter jurisdição sobre as províncias do Egito, da Líbia e da Pentápole, assim como o bispo de Roma tinha autoridade "com referência à sua própria diocese".
Mas de acordo com o James F. Loughlin, há uma interpretação católica romana alternativa. Envolve cinco argumentos diferentes "extraídos respectivamente da estrutura gramatical da sentença, da sequência lógica das ideias, da analogia católica, da comparação com o processo de formação do Patriarcado Bizantino e da autoridade dos antigos", em favor de uma compreensão alternativa do cânone. De acordo com essa interpretação, o cânone mostra o papel que o bispo de Roma tinha quando ele, por sua autoridade, confirmou a jurisdição dos outros patriarcas — uma interpretação que está de acordo com a compreensão católica romana do papa. Assim, o bispo de Alexandria presidiu o Egito, a Líbia e a Pentápole, enquanto o bispo de Antioquia "gozava de autoridade semelhante em toda a grande diocese de Oriens [do Oriente]", e tudo pela autoridade do bispo de Roma. Para Loughlin, essa era a única razão possível para invocar o costume de um bispo romano em um assunto relacionado aos dois bispos metropolitanos de Alexandria e Antioquia.
No entanto, interpretações protestantes e católicas romanas têm, historicamente, presumido que alguns ou todos os bispos identificados no cânone estavam presidindo suas próprias dioceses na época do concílio — o bispo de Roma sobre a Diocese da Itália, como Schaff sugeriu, o bispo de Antioquia sobre a Diocese do Oriente, como Loughlin sugeriu, e do bispo de Alexandria sobre a Diocese do Egito, como sugerido por Karl Josef von Hefele. Segundo Hefele, o concílio havia designado para Alexandria "toda a diocese civil do Egito", entretanto, essas suposições já foram provadas como falsas. Na época do concílio, a Diocese do Egito ainda não existia, então o concílio não poderia atribui-la a Alexandria. Antioquia e Alexandria estavam ambas localizadas dentro da diocese civil do Oriente, Antioquia sendo a principal metrópole, mas nenhuma administrava o todo. Da mesma forma, Roma e Milão estavam ambas localizadas na diocese civil da Itália, sendo Milão a principal metrópole, ainda que não administrasse o todo.
Essa questão geográfica relacionada ao Cânone 6 foi destacada pelo escritor protestante Timothy F. Kauffman como uma correção ao anacronismo criado pela suposição de que cada bispo já estava presidindo uma diocese inteira na época do concílio. Segundo Kauffman, uma vez que Milão e Roma estavam ambas localizadas na Diocese da Itália, e Antioquia e Alexandria estavam ambas localizadas dentro da Diocese do Oriente, uma relevante "congruência estrutural" entre Roma e Alexandria era prontamente aparente para os bispos reunidos: ambas tinham sido consagradas para compartilhar uma diocese da qual não eram a principal metrópole. A jurisdição de Roma na Itália foi definida em termos de várias províncias adjacentes da cidade desde o reordenamento do império por Diocleciano em 293, como indica a versão latina mais antiga do cânone, e o restante das províncias italianas estavam sob a jurisdição de Milão.
Esse arranjo provincial da jurisdição romana e milanesa na Itália, portanto, era um precedente relevante e fornecia uma solução administrativa para o problema que o concílio enfrentava — a saber, como definir a jurisdição alexandrina e antioquena dentro da Diocese do Oriente. No cânone 6, o concílio deixou a maior parte da diocese sob a jurisdição de Antioquia e designou algumas províncias da diocese para Alexandria, "já que o costume é o mesmo para o bispo de Roma".
Nesse cenário, um relevante precedente romano é invocado, respondendo ao argumento de Loughlin sobre por que o costume de um bispo em Roma teria qualquer influência sobre uma disputa sobre Alexandria no Oriente e ao mesmo tempo corrigindo o argumento de Schaff de que o bispo de Roma era invocado a título de ilustração "com referência à sua própria diocese". O costume do bispo de Roma foi invocado a título de ilustração, não porque ele presidisse a Igreja inteira ou sobre a Igreja ocidental ou mesmo sobre "sua própria diocese", mas porque ele presidia algumas províncias de uma diocese que foi administrada de outra maneira a partir de Milão. Com base nesse precedente, o concílio reconheceu a antiga jurisdição de Alexandria sobre algumas províncias da Diocese do Oriente, uma diocese que era administrada a partir de Antioquia.

## Celebração litúrgica
As Igrejas de Bizâncio celebram os padres do primeiro concílio ecumênico no sétimo domingo da Páscoa (o domingo antes de Pentecostes). O Sínodo da Igreja Luterana-Missouri celebra o primeiro concílio ecumênico em 12 de junho. A Igreja Copta celebra a assembleia do primeiro concílio ecumênico, geralmente, em 18 de novembro. A Igreja Armênia celebra os 318 padres do santo concílio de Niceia em 1 de setembro.